# Zuruahã
Els zuruahã (també suruahá, indios do Coxodoá, i suruwahá) són un poble indígena del Brasil que viu al llarg del riu Purus a l'Estat de l'Amazones (Brasil).

## Història
Els zuruahã són una amalgama d'altres tribus que fugen de les malalties i la violència, especialment dels boom de goma. Alguns dels zuruahã originals comerciaven amb els seringueiros, però la tribu va contreure la grip, la qual cosa va resultar en una alta taxa de mortalitat, des de 1922 fins a 1924. Els supervivents es van retirar dels assentaments no natius.
Van gaudir d'un relatiu aïllament dels no natius fins a la dècada de 1970, quan els missioners i extractors de làtex van entrar al seu territori tradicional. Daniel Everett informa que després del primer contacte amb el món exterior, alguns zuruahá, inclosos vuit en un dia, han començat a suïcidar-se bevent curare. Les pressions sobre els seus territoris provoquen un augment dels suïcidis dels zuruahã. El contacte sostingut es va iniciar en 1980. Són caçadors-recol·lectors.
En 1984, es va crear el Projecte Zuruahã per a mitigar els efectes adversos del contacte extern amb el poble zuruahã.
En 2018 van ser contactats per a rebre pròtesis dentals, element clau per a la seva supervivència.